# Modenbach
Der Modenbach ist ein knapp 30 km langer Bach und ein rechter Zufluss des Speyerbachs in Rheinland-Pfalz.

## Geographie

### Verlauf
Der Modenbach entspringt im Pfälzerwald östlich der Pfälzischen Hauptwasserscheide in 438 m ü. NHN. Die Quelle auf der Waldgemarkung von Edesheim, die den Namen „Kaltes Wasser“ trägt, liegt 1 km südlich des Forsthauses Heldenstein und nördlich von Ramberg an der Ostflanke des 581,3 m hohen Hermeskopfes an einem Bergsattel. Weitere hohe Berge in der Nähe sind der Steigerkopf (613,6 m) im Osten und der Pfaffenkopf (566 m) im Westen.
In zunächst südöstlicher, später östlicher Richtung fließt der Modenbach durch das nach ihm benannte Tal der hügeligen Rebenlandschaft an der Deutschen Weinstraße entgegen. Diese erreicht er oberhalb der Gemeinde Hainfeld, nachdem er die Haardt, den Mittelgebirgsrand des Pfälzerwalds, zwischen dem Teufelsberg (rechts, 597,6 m) und dem Blättersberg (links, 613,2 m) durchbrochen hat. Unterhalb von Hainfeld wendet er sich nach Ostnordosten. Mit der Passage von Edesheim verlässt der Bach die Hügellandschaft und fließt durch den Westteil der Rheinebene. 3 km unterhalb von Freisbach nimmt er von rechts seinen stärksten Zufluss auf, den Bruchbach. Anschließend wechselt er von der Südpfalz in die Vorderpfalz.
Nach weiteren 5,5 km mündet der Modenbach auf etwa 106 m Höhe am Südostrand der Gemeinde Hanhofen von rechts in den unteren Speyerbach.
In der Rheinebene erfährt der Modenbach zahlreiche Ableitungen, die ursprünglich zur landwirtschaftlichen Bewässerung eingerichtet wurden. Teilweise wird das nicht verbrauchte Wasser wieder zurückgeführt, teilweise fließt es zu benachbarten Gewässern ab.
Der Höhenunterschied von rund 317 m zwischen Quelle und Mündung des Modenbachs, bezogen auf die Gewässerlänge von 29,8 km, gibt ihm ein mittleres Sohlgefälle von 11 ‰.

### Zuflüsse und Abzweigungen
Die Zuflüsse sind angegeben von der Modenbachquelle abwärts mit Mündungsseite, Längen in km und Einzugsgebieten in km²:
- Waltersbach (von rechts), 0,4 km und 0,49 km²
- (Bach aus dem Küchental) (von links), 0,5 km und 1,18 km²
- (Bach vom Grab) (rechts), 0,5 km und 0,21 km²
- Ziegelbach (von rechts), 0,9 km und 0,64 km²
- Meisentalbach (links), 1,4 km und 2,10 km²
- (Bach aus dem Wolfseck) (von rechts), 0,6 km und 0,49 km²
- Lützelbach (von rechts), 1,8 km und 0,78 km²
- Weinberggraben (von rechts), 1,7 km und 0,57 km²
- Wingertgraben (links), 1,0 km und 1,60 km²
- Krebsbächel (linker Teilungslauf), 0,5 km und 0,15 km²
- Banngraben (von links), 0,5 km und 0,36 km²
- → (Abgang des Waldgrabens), (nach links)
- Wiesenraingraben (rechter Teilungslauf), 1,4 km und 0,34 km²
- ← (Rücklauf des Waldgrabens) (von links), 3,3 km und 1,28 km²
- Mühlbach (nach rechts), 2,3 km und 1,93 km²; mündet in den Hirschgraben
- Lachgraben (von links), 15,8 km und 11,15 km²
- Trockengraben (von links), 1,8 km und 1,21 km²
- Hirschgraben (von rechts), 4,7 km und 5,80 km²
- Bruchbach (Kaltenbach)[3] (von rechts), 18,8 km und 29,46 km²

### Ortschaften
- Edesheim (Waldgemarkung)
- Ramberg
- Weyher
- Hainfeld
- Edesheim (Wohngemarkung)
- Großfischlingen
- Freimersheim
- Freisbach
- Hanhofen

## Ökologie
Der ökologische Zustand des oberen Modenbachs wird  als natürlich angesehen, während der mittlere Modenbach als erheblich verändert eingestuft wird.

## Sehenswürdigkeiten und Kultur

### Modenbachtal
Sehenswert im Bereich des Modenbachtals sind die Burgruinen der Meistersel rechts und der Frankenburg links über dem Modenbach sowie die zur Gemarkung von Weyher gehörende Buschmühle. Diese wurde 1603 erstmals urkundlich erwähnt und als Mühle bis ins Jahr 1958 betrieben. Das Hauptgebäude, im Jahr 1838 im Stil eines klassizistischen Herrschaftshauses erbaut, wird seit dem Jahr 1900 als Speiserestaurant genutzt. Heute dient es außerdem als Aus- und Weiterbildungszentrum für die Gastronomie.

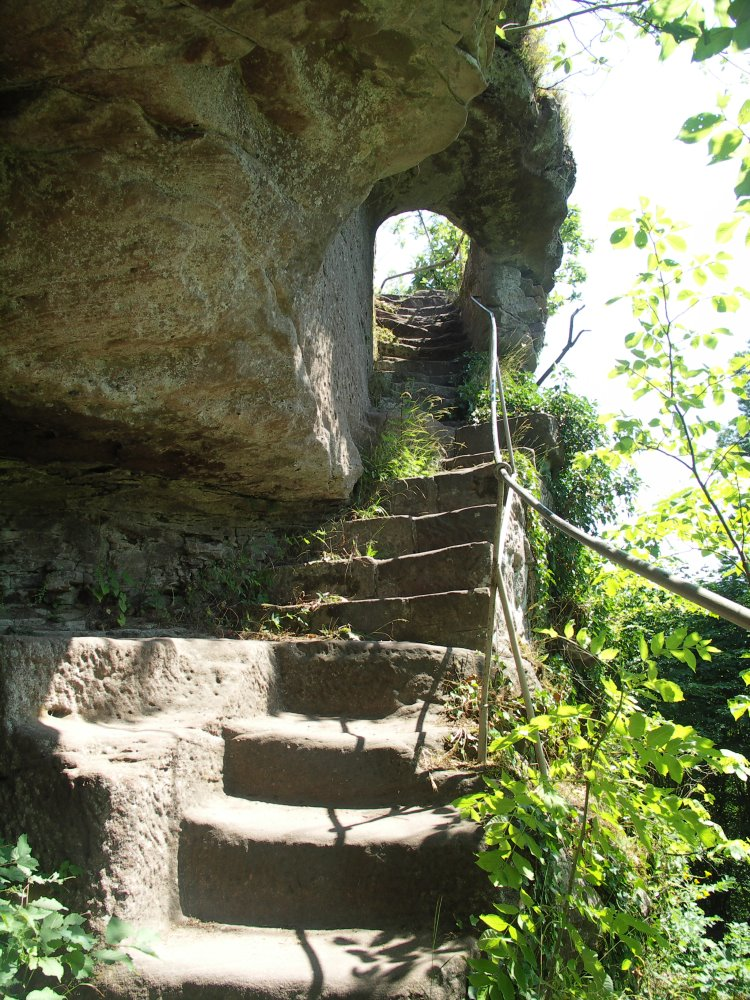
Aufgang zur Meistersel
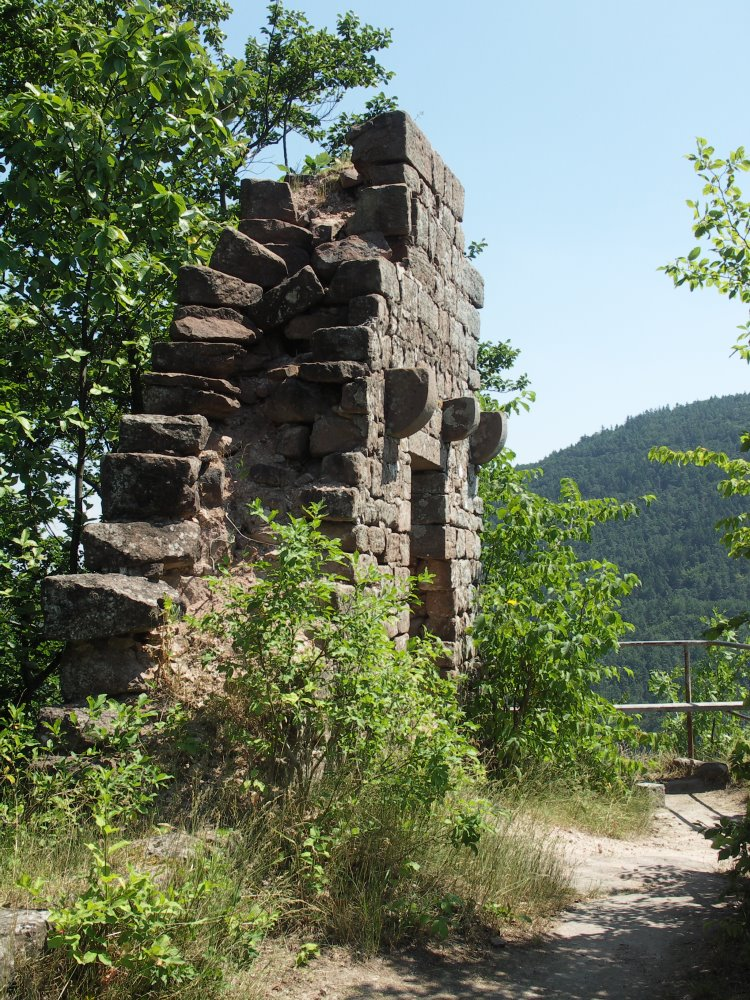
Pallasrest der Meistersel
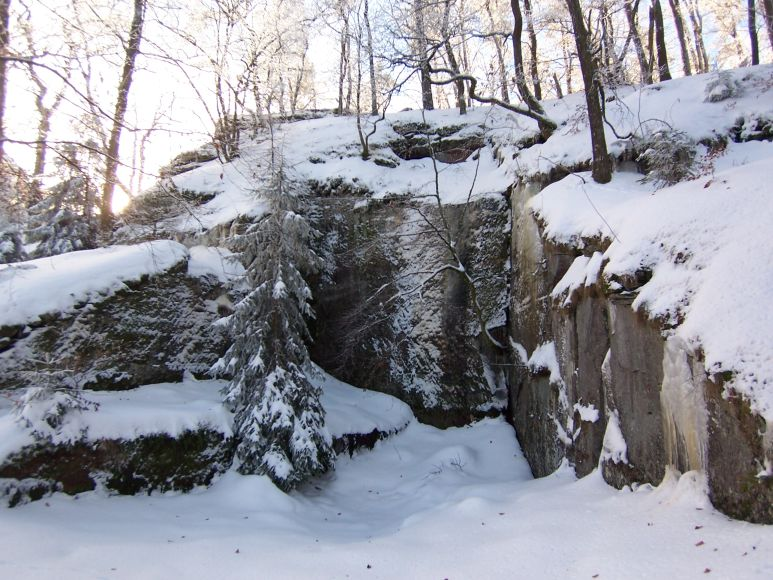
Frankenburg im Winter
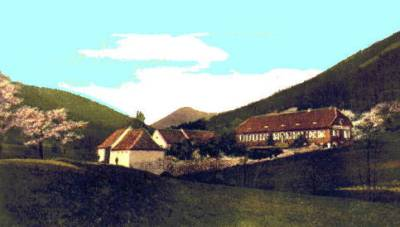
Buschmühle im Modenbachtal; kolorierte Ansichtskarte (1889)

### Haardtrand und Deutsche Weinstraße
Der Haardtrand nördlich von Hainfeld ermöglicht Ausblicke aus 600 m Höhe über die Deutsche Weinstraße hinweg auf die Rheinebene, die bis zu 500 m tiefer liegt. Bekannte Aussichtspunkte sind der Ludwigsturm auf dem Blättersberg oder die Rietburg, auf die eine Sesselbahn hinaufführt. Unterhalb der Rietburg wurde im 19. Jahrhundert für den bayerischen König das Sommerschloss Villa Ludwigshöhe erbaut. Zur Wallfahrtskapelle St. Anna am Südosthang des Teufelsbergs führen von Burrweiler aus Prozessionen der katholischen Kirche.
Weitere Sehenswürdigkeiten bietet Edesheim: die Kirche St. Peter und Paul, das kleine, aus der späten Barockzeit stammende Schloss Kupperwolf und das im Mittelalter errichtete und später umgebaute Wasserschloss des Fürstbischofs von Speyer. Es beherbergt heute die Edesheimer Schlossfestspiele; diese geben auch Open-Air-Aufführungen auf der Seebühne am Schlossteich, der vom Modenbach gespeist wird.

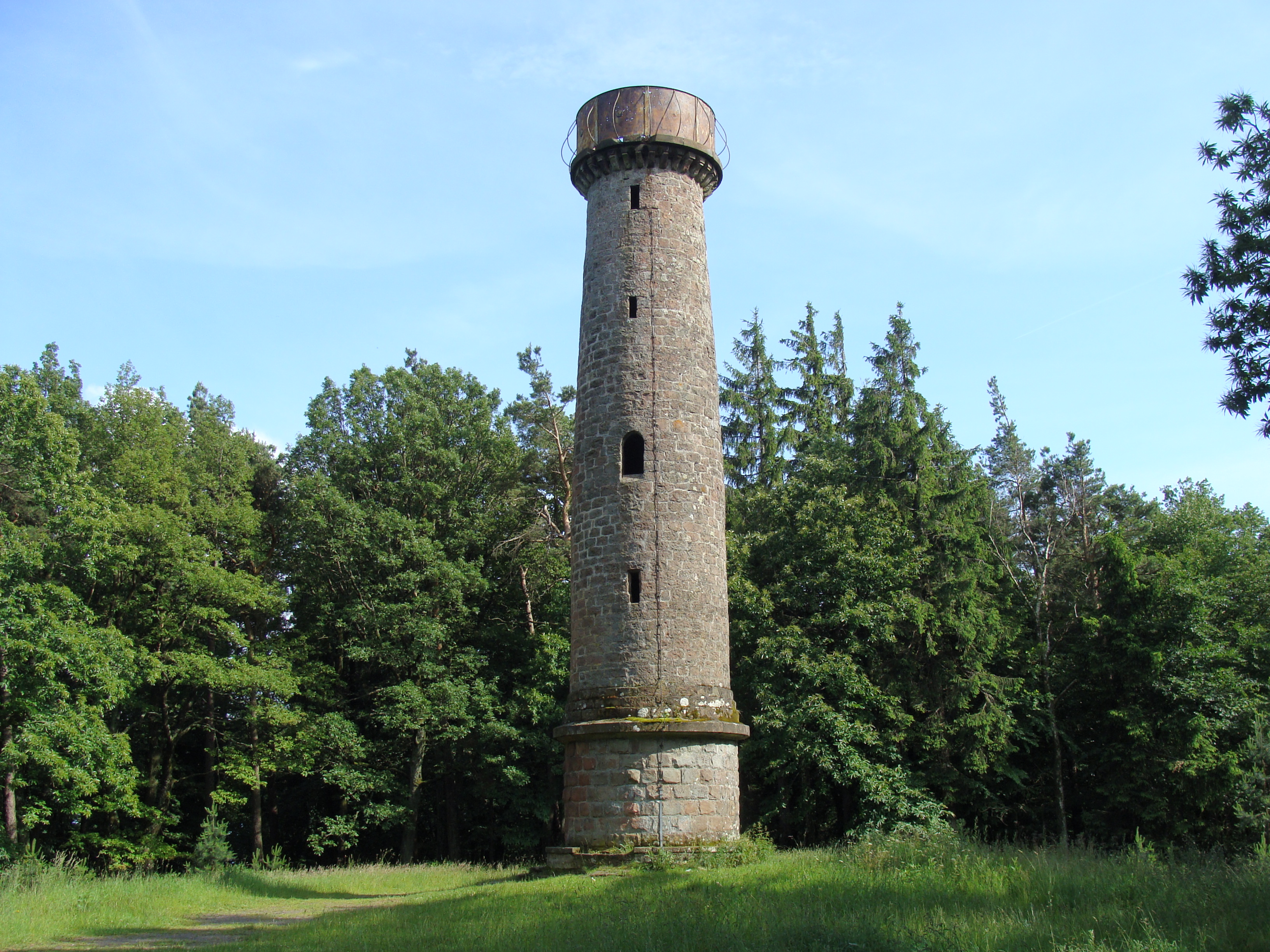
Ludwigsturm auf dem Blättersberg
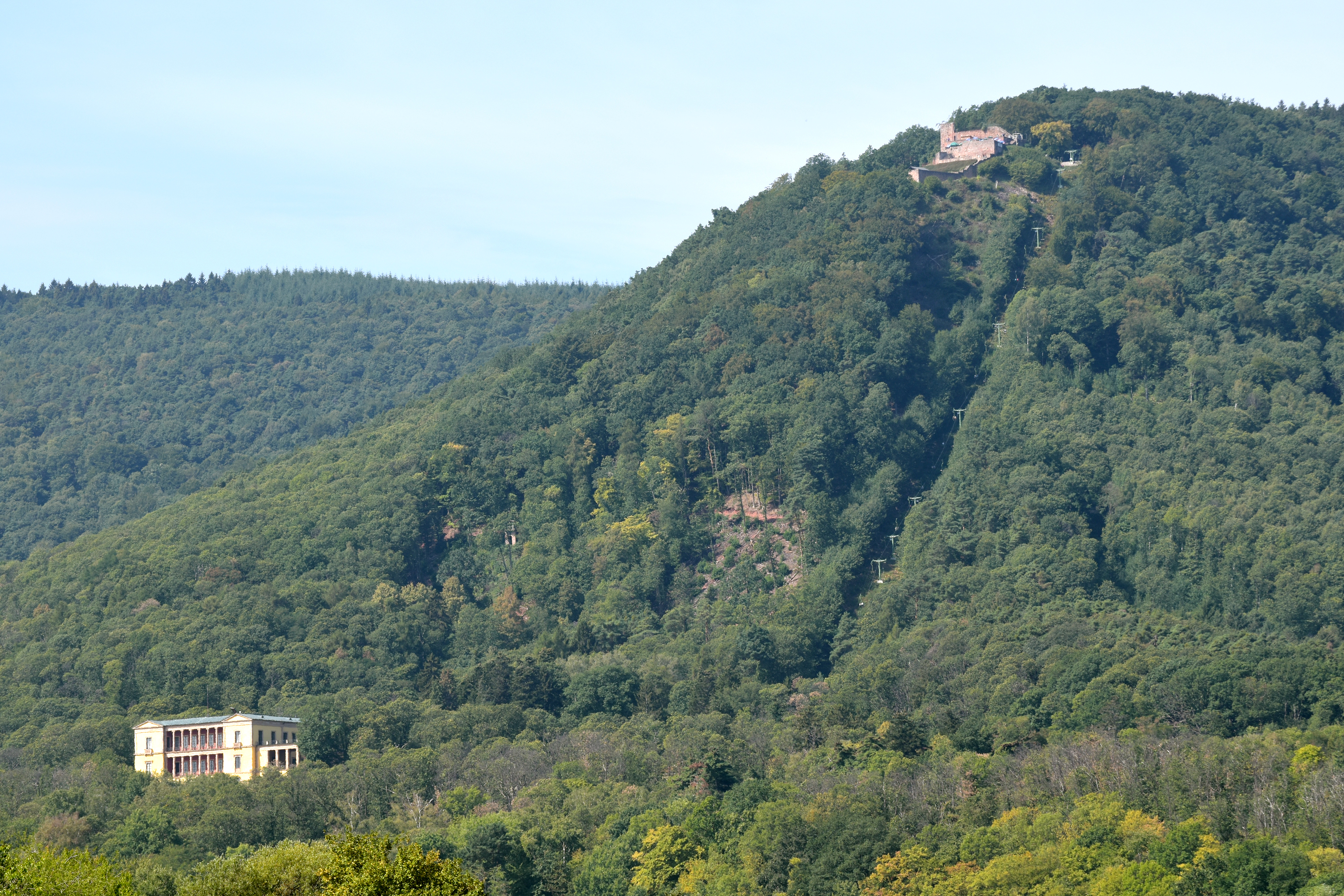
Rietburg mit der Schneise der Sesselbahn
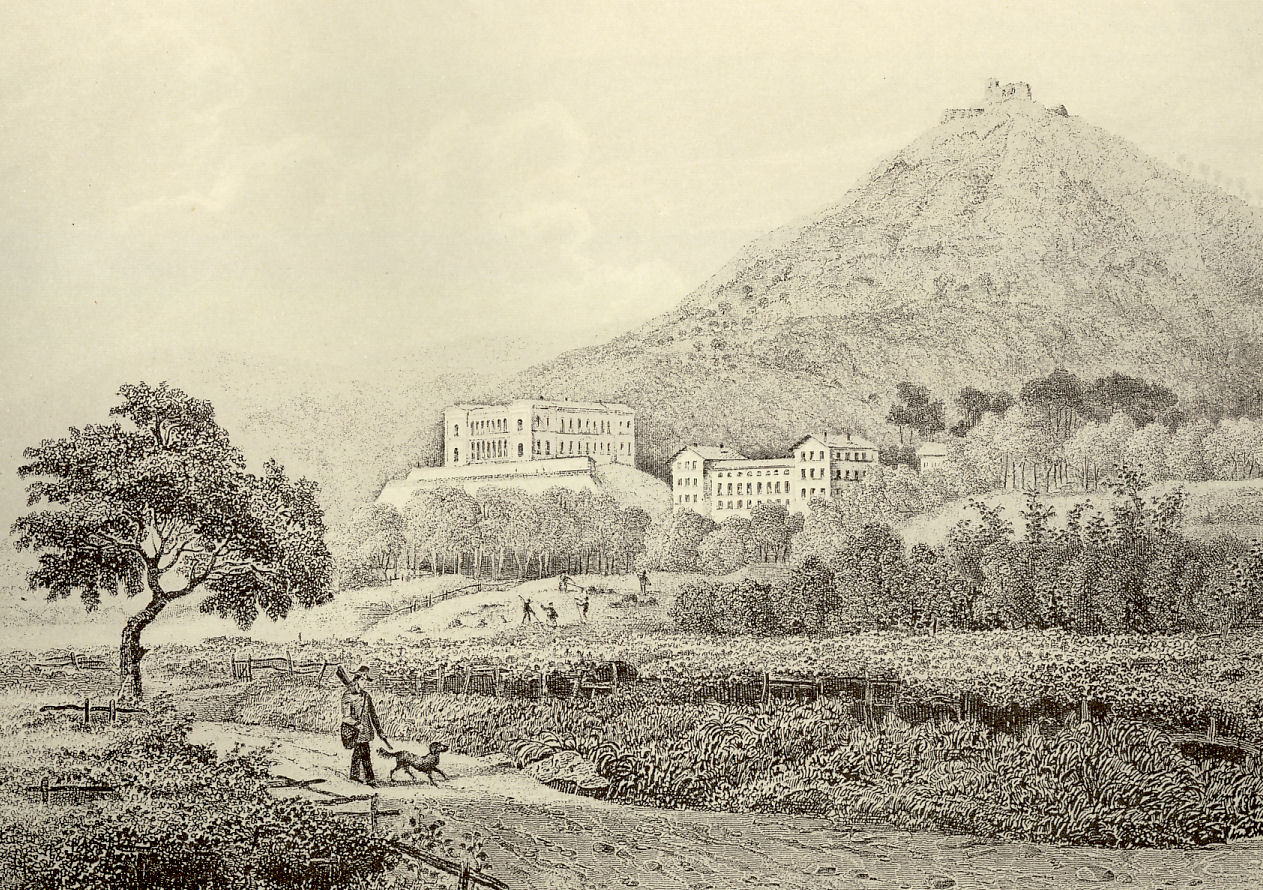
Villa Ludwigshöhe; historischer Stich
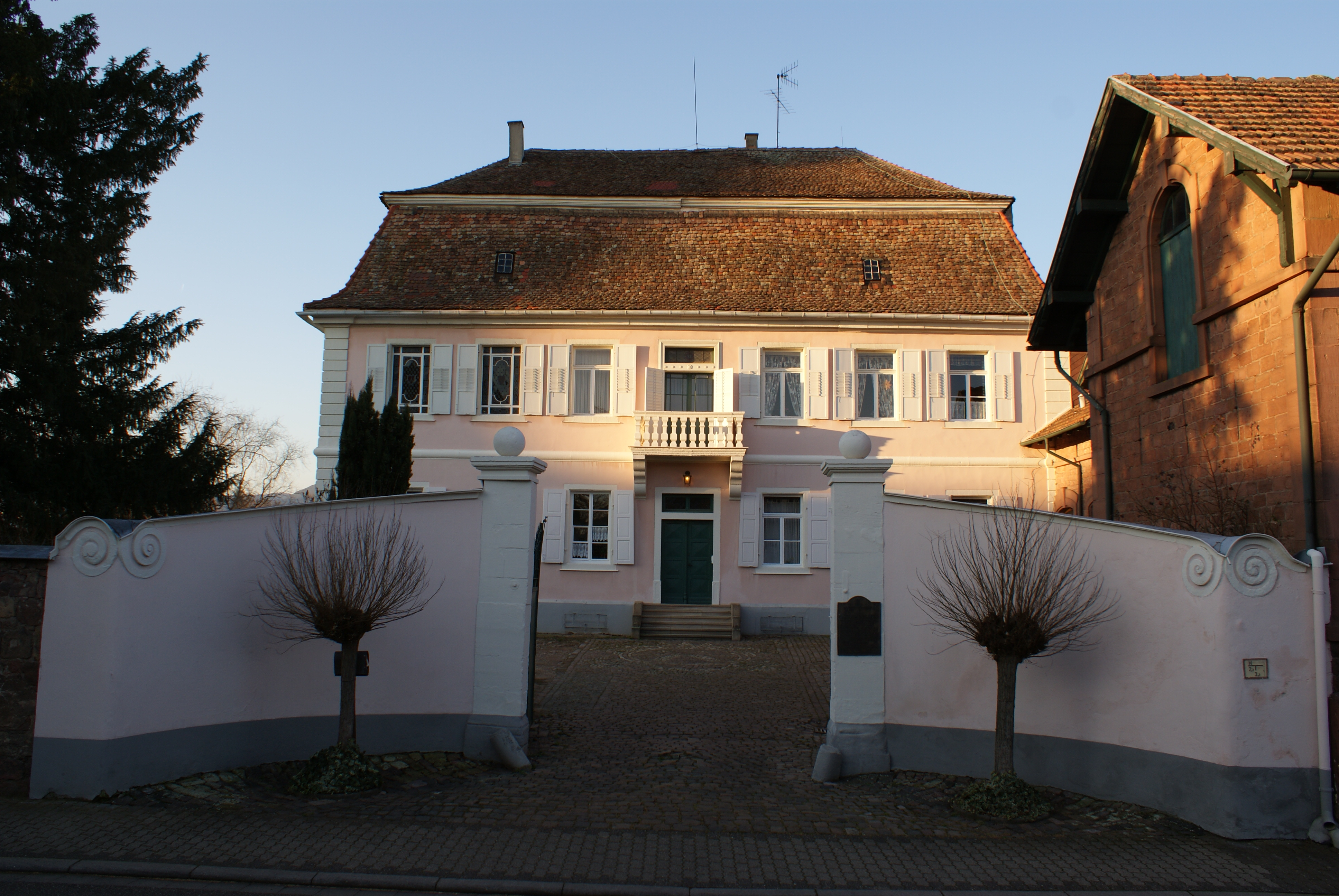
Schloss Kupperwolf in Edesheim
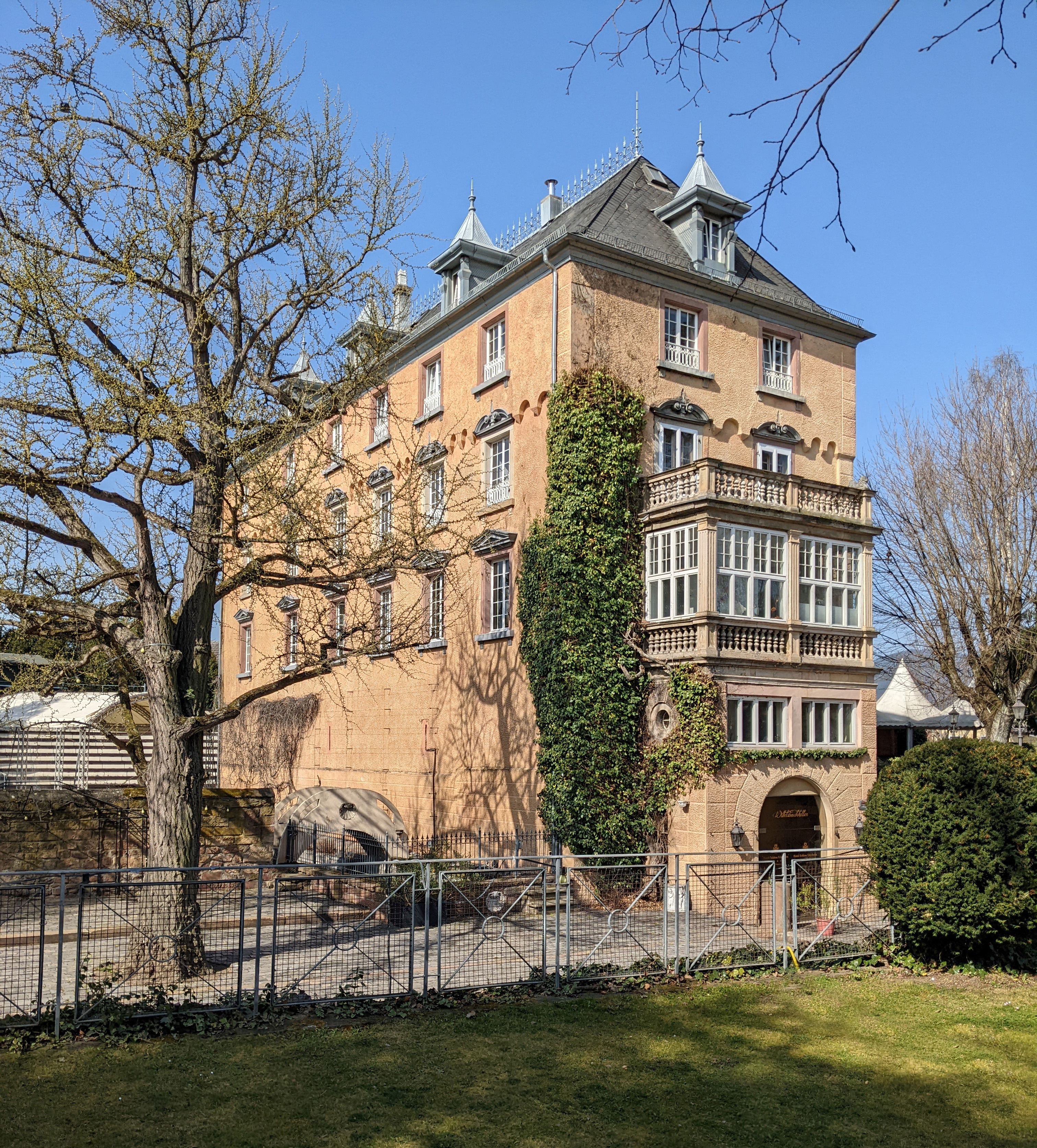
Schloss Edesheim
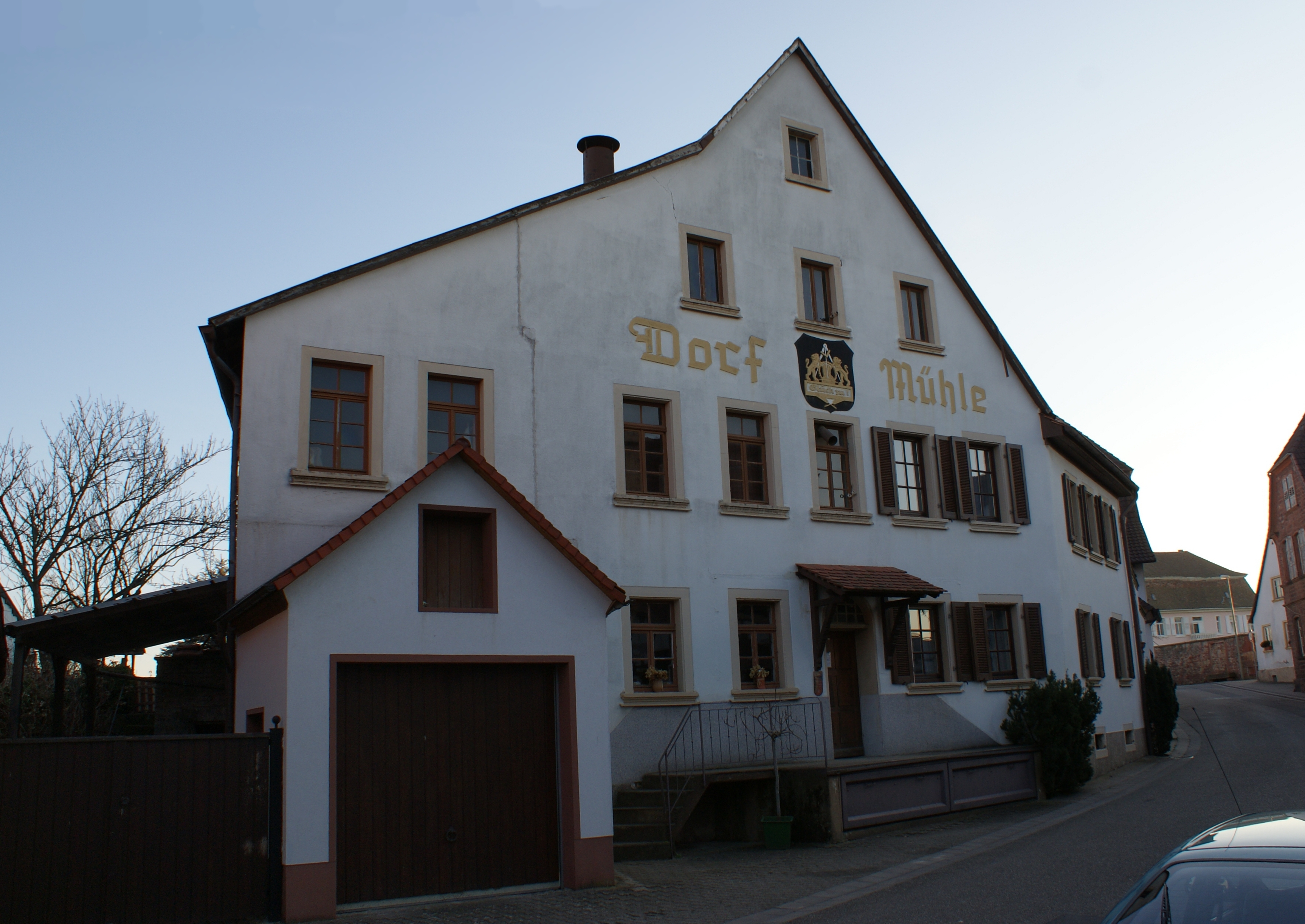
Dorfmühle in Edesheim

## Verkehr
Im Pfälzerwald begleitet den Modenbach auf den ersten 3,5 km die Kreisstraße 6, dann bis zum Gebirgsrand die Landesstraße 506, die Ramberg mit Weyher verbindet. In Edesheim wird der Modenbach durch die B 38 (Landau–Neustadt) und die zwischen beiden Städten verlaufende Bahnstrecke Neustadt–Wissembourg gekreuzt. 1 km östlich überquert die A 65 (Karlsruhe–Ludwigshafen) den Bach. Auf dem weiteren Lauf durchquert das Gewässer in der Rheinebene überwiegend Wiesen- und Ackerland ohne bedeutende Verkehrswege. Innerhalb des Gäus orientiert sich der Fernwanderweg Franken-Hessen-Kurpfalz am Verlauf des Modenbachs; innerhalb von Großfischlingen führt er unmittelbar an dessen Ufer entlang.
Sonntags befährt die Buslinie 506 vom Bahnhof Edenkoben aus das Modenbachtal. Dort gibt es vielfältige Wandermöglichkeiten.